# Ballana sera
Ballana sera är en insektsart som beskrevs av Delong 1937. Ballana sera ingår i släktet Ballana och familjen dvärgstritar. Inga underarter finns listade i Catalogue of Life.